# Mieczysław Habrat
Mieczysław Habrat (ur. 29 października 1932, zm. 29 października 1994) – polski nauczyciel.

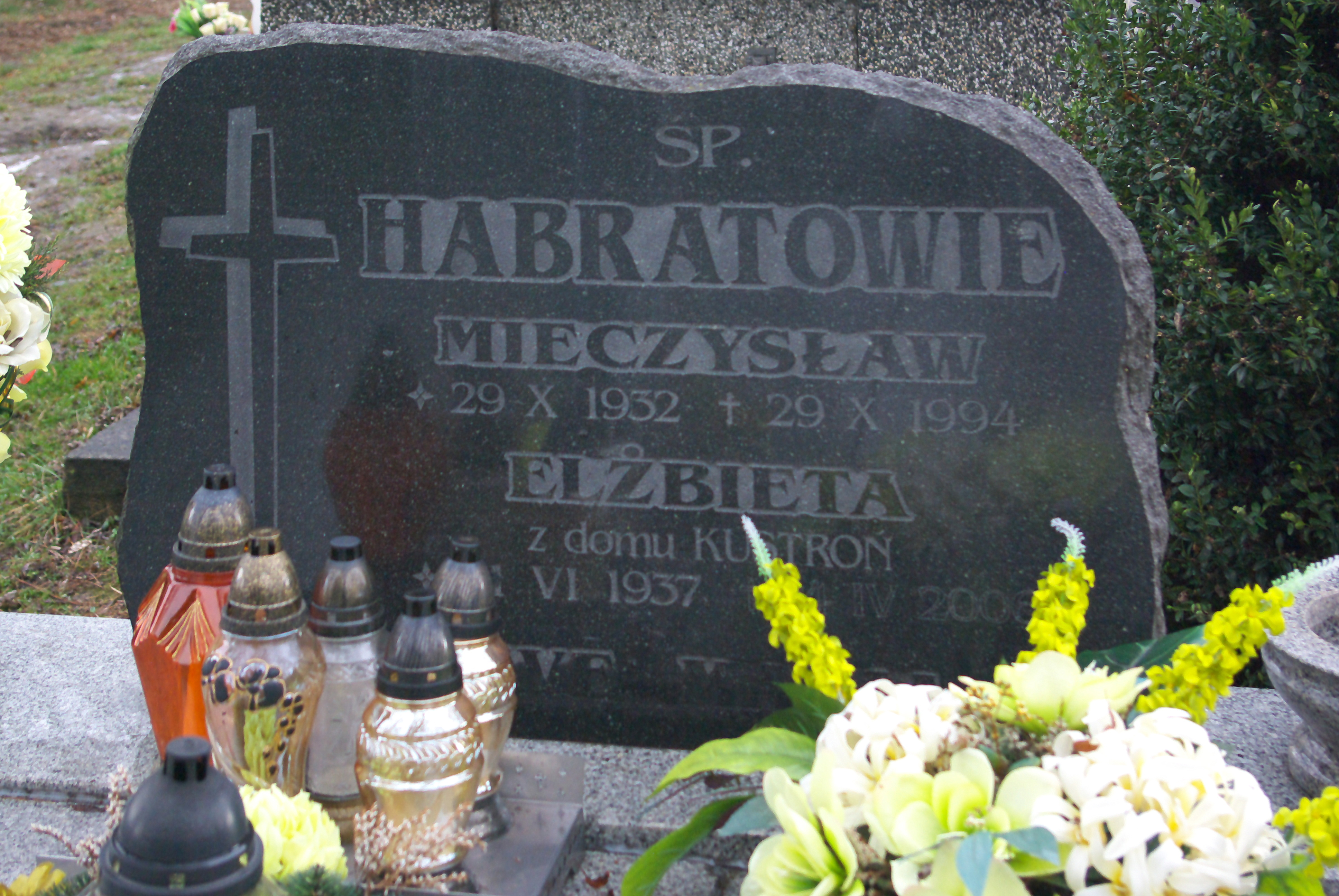
Nagrobek Elżbiety i Mieczysława Habratów

## Życiorys
Urodził się 29 października 1932. Pracował jako nauczyciel fizyki i matematyki w szkołach mechanicznych w Sanoku.
Zmarł 29 października 1994. Jego żoną była Elżbieta z domu Kustroń (1937-2006). Oboje zostali pochowani w grobowcu rodzinnym na Cmentarzu Centralnym w Sanoku.

## Odznaczenia
- Krzyż Kawalerski Orderu Odrodzenia Polski (1985)[3].